# Hannah Montana: The Movie (альбом)
| Оценки критиков      | Оценки критиков |
| Источник             | Оценка          |
| -------------------- | --------------- |
| About.com            | [ 1 ]           |
| AllMusic             | [ 2 ]           |
| Entertainment Weekly | B               |

Hannah Montana: The Movie — саундтрек к фильму «Ханна Монтана: Кино». Фильм стал новой адаптацией популярного сериала «Ханна Монтана», премьера которого состоялась в 2006 году на канале Дисней. В телесериале американская актриса и певица Майли Сайрус играет роль Майли Стюарт, которая ведёт двойную жизнь, и вечером становится Ханной Монтаной. Сайрус исполняет двенадцать песен с альбома, и семь из них в качестве Ханны Монтаны. Билли Рэй Сайрус, Тейлор Свифт, Rascal Flatts, а также британский исполнитель Стив Раштон также записали саундтреки к картине.

## Написание и развитие
Большинство из песен утвердил Питер Челсом: «У семьи Стюарт есть два языка: один из них родной, а другой — музыка, и это будет правдой в фильме». Некоторые песни отражают реальные истории из жизни героев картины. Чтобы в фильме было больше саундтреков, к работе присоединилась Тейлор Свифт с песней «Crazier» (она же являлась автором песни «You’ll Always Find Your Way Back Home», которая также вошла в трек-лист в исполнении Сайрус); Билли Рэй Сайрус с песней «Back To Tennessee» с его девятнадцатого студийного альбома, а также Rascal Flatts и Стив Раштон.
Песни «Let’s To This» и «Let’s Get Crazy» вошли в сборник саундтреков к третьему сезону сериала, но были использованы и в самом фильме.

## Синглы
«The Climb» была выпущена в качестве лид-сингла 5 марта 2009 года путём цифровой загрузки. В песне был показан сильный вокал Майли. Песня взорвала чарты в нескольких странах (США, Австралия, Канада). В США песня возглавляла чарт Hot Adult Contemporary Tracks в течение 15 полных недель.
«Hoedown Throwdown» была выпущена 10 марта 2009 года. Сразу после неё Дисней продолжал выпускать промосинглы. Данная композиция стала хитом в Ирландии.

## Список композиций
1. You’ll Always Find Your Way Back Home
2. Let’s Get Crazy
3. The Good Life
4. Everything I Want
5. Don’t Walk Away
6. Hoedown Throwdown
7. Dream
8. The Climb
9. Butterfly Fly Away
10. Backwards (Acoustic)
11. Back to Tennessee
12. Crazier
13. Bless the Broken Road
14. Let’s Do This
15. Spotlight
16. Game Over
17. What’s Not to Like
18. The Best of Both Worlds: The 2009 Movie Mix

## Чарты
| Чарт (2009)                     | Высшая позиция |
| ------------------------------- | -------------- |
| Australian Albums Chart         | 6              |
| Austrian Albums Chart           | 1              |
| Belgian Albums Chart (Flanders) | 54             |
| Belgian Albums Chart (Wallonia) | 18             |
| Brazil Top 10 Albums ABPD       | 2              |
| Canadian Albums Chart           | 1              |
| Danish Albums Chart             | 9              |
| European Top 100 Albums         | 8              |
| Finnish Albums Chart            | 26             |
| French Albums Chart             | 32             |
| German Albums Chart             | 6              |
| Hungarian Albums Chart          | 2              |
| Mexican Albums Chart            | 3              |
| New Zealand Albums Chart        | 1              |
| Norwegian Albums Chart          | 2              |
| Polish Albums Chart             | 3              |
| Portuguese Albums Chart         | 1              |
| Spanish Albums Chart            | 1              |
| Swedish Albums Chart            | 9              |
| Swiss Albums Chart              | 13             |
| US Billboard 200                | 1              |
| US Billboard Top Country Albums | 1              |
| US Billboard Top Soundtracks    | 1              |

| Чарт (2009)          | Позиция |
| -------------------- | ------- |
| German Albums Chart  | 30      |
| Swiss Albums Chart   | 58      |
| Billboard 200        | 5       |
| Годовые чарты (2010) | Позиция |
| Billboard 200        | 107     |

| Чарт (2000—2009) | Позиция |
| ---------------- | ------- |
| US Soundtracks   | 14      |

## Сертификации
| Регион | Сертификация  | Продажи    |
| --- | ------------- | ---------- |
| Австралия (ARIA) | Платиновый    | 70 000^    |
| Австрия (IFPI Austria)                                                                                                   | Платиновый    | 20 000*    |
| Бразилия (ABPD) | Золотой       | 30 000*    |
| Германия (BVMI) | Золотой       | 100 000^   |
| Мексика (AMPROFON) | Платиновый    | 60 000^    |
| США (RIAA) | 2× Платиновый | 2 000 000^ |
| * Данные о продажах приведены только на основе сертификации. ^ Данные о тиражах приведены только на основе сертификации. |               |            |